# Tiro deportivo

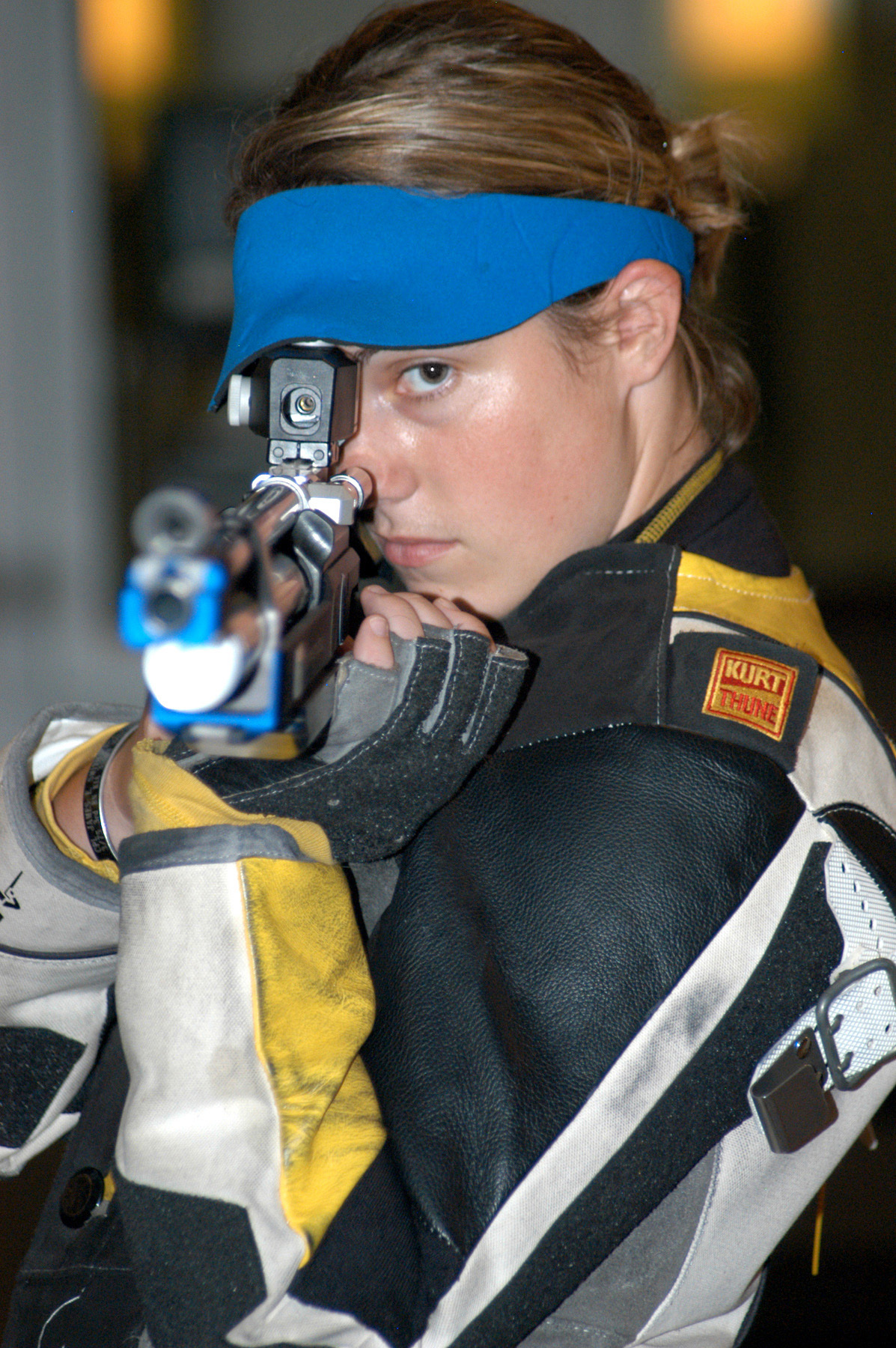
Hattie Johnson, tiradora estadounidense.

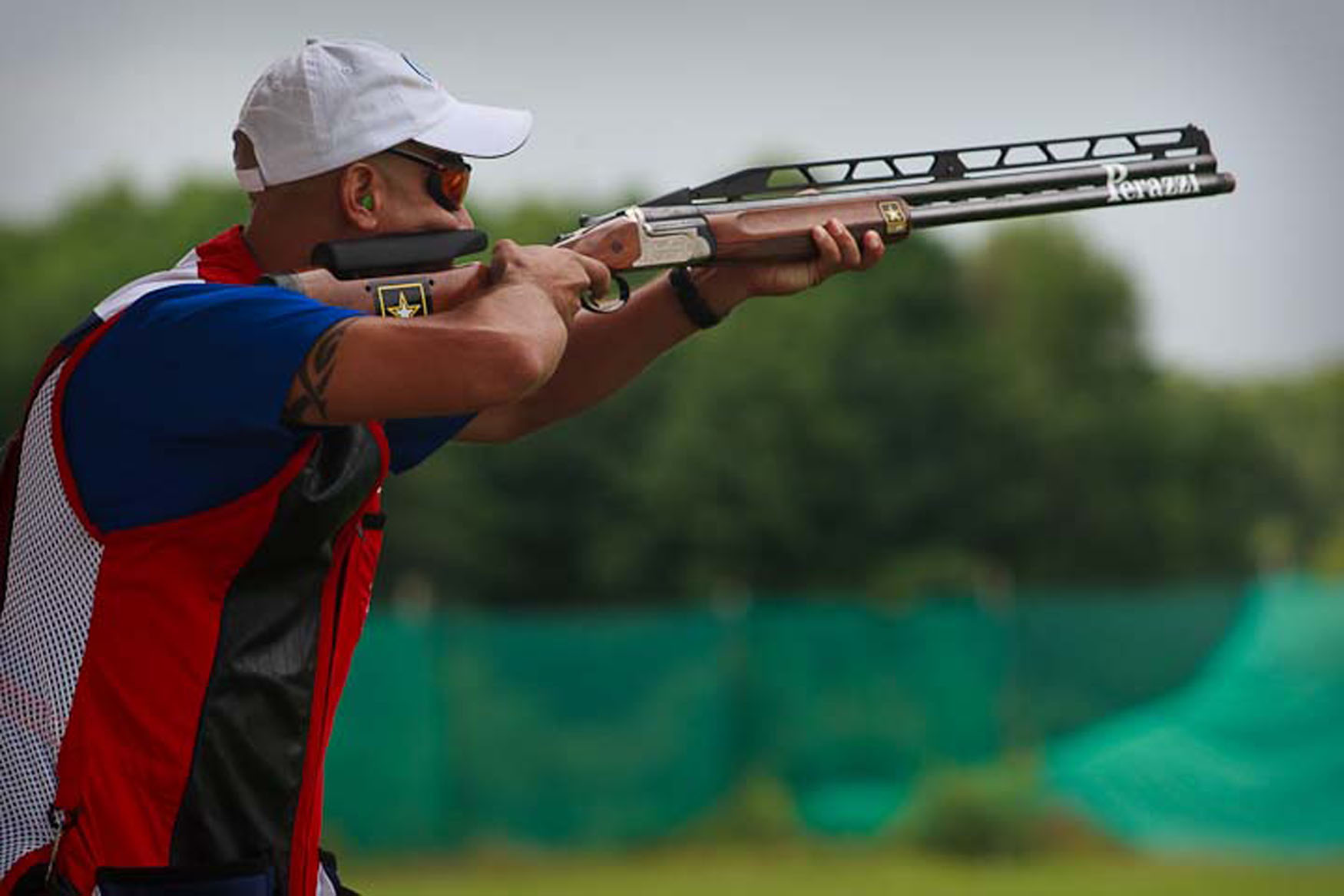
Tiro al plato con escopeta

El tiro deportivo es un deporte en el que el practicante debe disparar un arma de fuego o de aire comprimido con precisión al blanco de tiro. Todas las normas se rigen según la Federación Internacional de Tiro Deportivo (en inglés, International Shooting Sport Federation, ISSF), organismo internacional con sede en Alemania, es la organización que rige el tiro deportivo a nivel internacional y es la encargada de celebrar periódicamente competiciones y eventos en cada una de sus disciplinas. La práctica de este deporte requiere formación y disciplina, siendo esencial el uso de equipo de protección personal (PPE), gafas protectoras y protección auditiva.

## Tiro olímpico
El programa olímpico del tiro deportivo, consiste en 15 eventos diferentes: 9 para hombres (M = masculino) y 6 para mujeres (F = femenino), en tres disciplinas diferentes, son cinco eventos de tiro con carabinas, cinco con pistolas y cinco para tiro al plato con escopeta. El programa olímpico fue cambiado para los Juegos Olímpicos de Pekín 2008 y el número de eventos de tiro pasó de 17 a 15. A pesar de la reducción, hubo mayor participación, 390 tiradores procedentes de más de 100 países participaron en esa edición de los JJ. OO.

### Modalidades

#### Arma larga

##### El tiro a siluetas metálicas
Este deporte, fue originado en México. Consiste en hacer disparos a 10 blancos a distintas distancias; desde 25 m, hasta 500  m. 
Se utilizan dos tipos de miras, la llamada "abierta" usada en la modalidad de 100 m paloma con Cal. 22 y la mira telescópica, usada en los blancos restantes así como carabinas y pistolas calibre .22 LR, y para las distancias más lejanas carabinas de alto poder no mayores a 8 mm ni tipo magnum. 

##### Carabina 50 metros en tres posiciones
- Disparos en posición de  Rodilla
- Disparos en posición de Tendido
- Disparos en posición de Pie

En esta modalidad a 50 m, en modalidad masculina y modalidad femenina.
El arma es una carabina de calibre 22LR, con peso máximo de 8 kg. Durante la competición, se disparan 120 tiros contra un blanco a 50 m de distancia. La posición de tirador, el número de disparos y el límite de tiempo son: "posición de rodillas" cuarenta tiros, "posición de tendido", cuarenta tiros  y posición de pie", cuarenta tiros y el tiempo total de la prueba es de dos horas cuarenta y cinco minutos (3x40) en el sistema de blancos electrónicos y de tres horas quince minutos cuando se utilicen blancos de papel. La misma carabina debe ser usada en las tres posiciones; el círculo central del blanco tiene 12, 4 mm de diámetro. La prueba femenina es semejante. No se utilizan miras ópticas de aumento pero sí las llamadas "miras cerradas".

##### Carabina en posición de tendido
- Disparos en posición de Tendido

Esta modalidad, en la que el blanco está a 50 m, tiene las dos categorías: la masculina y la femenina.
El arma utilizada es una carabina (calibre .22 Long Rifle). El tirador permanece tendido. Se hacen sesenta disparos en seis series de diez, con límite de cincuenta minutos para el sistema de blancos electrónicos y de una hora, cuando se utilicen blancos de papel. No se utilizan miras ópticas de aumento pero sí las llamadas miras cerradas.

##### Carabina de aire 10 metros
- Disparos en posición de pie: carabina de aire comprimido y balines de calibre 4.5 mm (0.177 "). El peso máximo del arma es de 5,5kg; se realizan 60 disparos en posición de pie, en un plazo de una hora quince minutos en la prueba masculina y en la femenina, cuando se utilizan blancos de papel el tiempo es de 1 hora 30 minutos. El objetivo, en ambas categorías es de 5 cm de diámetro y está dividido en 10 anillos puntuados entre 0 y 10. No se utilizan miras ópticas de aumento pero sí las llamadas "miras cerradas". Se tira en galerías cubiertas.

#### Pistola

##### Pistola libre 50 m
- Disparos en posición de pie, y con la pistola sujeta por una sola mano. Esta modalidad es olímpica y solo tiene la categoría masculina.

El tirador dispone de quince minutos para los tiros de ensayo en cantidad ilimitada y una hora y media para los sesenta tiros válidos de la competición (última reglamentación a partir de 2013), usando solo una mano. La pistola es de calibre 22 LR, mono tiro. El blanco es de 50 cm de diámetro dividido en zonas con céntricas que puntúan de 0 a 10, con visual negra del 7 al 10. 
En esta modalidad no hay restricciones con respecto a las especificaciones del arma, exceptuando que la empuñadura no puede sobrepasar la muñeca del tirador ni se pueden utilizar miras ópticas de aumento.

##### Pistola Velocidad 25 metros
- Los disparos se hacen en posición de pie y con la pistola sujeta por una sola mano. Esta modalidad es olímpica y solo tiene la categoría masculina.

Se usa una pistola semiautomática calibre 22LR y disparador con una resistencia mínima de 1 kg de peso. El competidor realiza 12 series de cinco tiros contra cinco blancos diferentes del tipo llamado "duelo" divididos en zonas de puntuación de 5 a 10 puntos. El blanco está a 25 m de distancia, totalizando sesenta tiros válidos. A una señal, los cinco blancos aparecen simultáneamente, debiendo recibir un tiro cada uno. En las dos primeras series es preciso disparar cinco tiros en ocho segundos, las dos siguientes en seis segundos y las dos finales en cuatro segundos. En la segunda parte se repiten las mismas series. Se comienza con una serie de tiros de prueba a ocho segundos. No se utilizan miras ópticas de aumento y la pistola tiene que tener unas dimensiones y pesos determinados.

##### Pistola Aire 10 m
- Disparos en posición de pie, con una sola mano. Es una modalidad olímpica con categorías masculina y femenina.

Los hombres y mujeres durante 1 hora y 15 minutos disparan sesenta tiros, a diez metros de distancia con una pistola de aire comprimido y balines de calibre 4,5 mm . Antes de iniciar la competición pueden efectuar un número ilimitado de disparos de prueba o ensayo en un tiempo de 15 min, acto seguido comienzan con el primer tiro de competición, momento en el cual no están permitidos los disparos de prueba. El blanco de tiro es 16 cm de diámetro dividido en zonas de puntuación con-céntricas entre 0 y 10 puntos con visual negra del 7 al 10. No se utilizan miras ópticas de aumento y la pistola tiene que tener unas dimensiones y pesos determinados. La galería de tiro es cubierta.

##### Pistola deportiva 30+30 a 25 metros
- Disparos en posición de pie, con una sola mano. Es una modalidad olímpica de categoría femenina exclusivamente.

Se usa una pistola semiautomática calibre 22 Lr. y disparador con una resistencia mínima de 1 kg de peso.
Se disparan 60 tiros repartidos en dos fases (30 precisión y 30 tiro rápido). En la fase de precisión se realizan seis series de cinco disparos en un tiempo máximo de 5 min por serie en un blanco de 50 cm de diámetro dividido en zonas con céntricas que puntúan de 0 a 10, con visual negra del 7 al 10. Se efectúa una serie de ensayo de cinco disparos en cinco minutos antes de iniciar la competición.
En la fase de tiro rápido se efectúan otras seis series de cinco disparos a un blanco giratorio que está oculto siete segundos y expuesto tres segundos, tiempo en el cual la tiradora efectúa un solo disparo, bajando el brazo a continuación a una posición de 45° respecto a la vertical mientras el blanco está oculto, repitiendo esta secuencia hasta acabar la serie de cinco disparos. Antes de efectuar la primera serie de competición, la tiradora podrá efectuar una serie de ensayo en las mismas condiciones que las de competición.

#### Tiro al plato
Las pruebas se dividen en fosa (Trap), fosa doble y Skeet (tiro al plato). El arma es una escopeta calibre 12. Las pruebas tienen pocas diferencias. En la fosa olímpica y en el skeet hay una fase clasificatoria, en que 125 blancos hechos a base de betún y cal (llamados de platos, con 11 cm de diámetro), son lanzados en cinco series de 25 platos, normalmente tres series en el primer día y dos en el segundo. Al término de la fase clasificatoria, los seis tiradores con mayor suma de platos quebrados disputan una serie final en la cual se suma el número de platos quebrados en la final con la puntuación de la fase clasificatoria, para determinar el vencedor. El plato es clasificado como bueno cuando se quiebra un pedazo visible para el juez; si el plato no se quiebra es considerado "plato perdido" o "cero". En la fosa doble son 150 platos tirados en un día, en tres series de 50 platos, más una final de 50 platos. En el Trap, son lanzadas 4 series de 25 platos, considerando los mejores resultados de cada tirador. No se utilizan miras ópticas de aumento.

##### Fosa
Se dispone de cinco estaciones de tiro y 15 lanzaplatos.

##### Fosa doble
Modalidad semejante a la fosa olímpica y derivada de esta. Son lanzados dos platos simultáneamente desde una fosa a 15 m del tirador. El tirador puede hacer un disparo por cada blanco. Los platos son lanzados a una velocidad de 60km/h, con un ángulo de 10° entre sí, dentro de un intervalo de 0 a 1 s tras una orden del tirador. No se utilizan miras ópticas de aumento.

##### Skeet
En el skeet, los blancos son lanzados a 60 km/h desde dos casetas, una baja y otra alta, distantes 36,7 m entre sí. El tirador dispara a 25 blancos en 8 posiciones dispuestas en una media luna, con el punto central localizado en el medio de las dos casetas. Estas lanzan los platos en dirección una de la otra, de modo que los platos se cruzan en el centro de la media luna. No se utilizan miras ópticas de aumento.
El tirador tiene derecho a un disparo por blanco, antes que este llegue a la caseta opuesta a la cual fue lanzado. Los platos pueden salir simultáneamente de ambas casetas; el tirador conoce cuál será la trayectoria del blanco y de cuál caseta será lanzado, tras un intervalo de 0 a 3 segundos, iniciado con el comando de voz del tirador. En la fase final es lanzada una serie en las mismas condiciones de la fase clasificatoria. No se utilizan miras ópticas de aumento.

## Otras pruebas de competencia (no olímpicas)

### Pistola aire velocidad
Esta modalidad tiene las dos categorías: masculina y femenina. Con una pistola de aire comprimido calibre 4,5 mm y peso del gatillo a 500 g, el tirador/a dispara cuarenta tiros (treinta las mujeres) repartidos en ocho series (seis para las mujeres) de 5 tiros cada una con una duración de 10 s cada serie (más una primera serie de ensayo) sobre 5 blancos abatibles y diferentes (un solo tiro sobre cada blanco). El blanco tiene 6 cm de diámetro y la distancia al blanco es de 10 metros. Las competiciones tienen lugar en una galería cubierta.

### Pistola aire estándar
Esta modalidad tiene las dos categorías: masculina y femenina. Se dispara con una pistola de aire comprimido calibre 4,5 mm y peso del gatillo a 500 gramos. Los hombres realizan cuarenta disparos divididos en ocho series de cinco disparos cada una en un tiempo de 10 segundos. Las mujeres disparan treinta tiros en las mismas condiciones que los hombres. Antes del comienzo se efectúa una serie de 5 disparos en 10 segundos. El blanco tiene 16 cm de diámetro dividido en zonas de puntuación concéntricas entre 0 y 10 puntos con visual negra del 7 al 10. Distancia al blanco 10 metros. Estas pruebas se disputan en galerías de tiro cubiertas.

### Pistola estándar
Modalidad para hombres exclusivamente. Con una pistola de calibre .22 LR, gatillo de 1 kg y miras abiertas, el tirador realiza sesenta disparos de competición divididos en tres grupos de veinte disparos cada uno; en total doce series repartidas de la siguiente manera: cuatro series de cinco tiros en 150 s, cuatro series de cinco tiros en veinte s y cuatro series de cinco tiros en diez segundos. Hay una serie de prueba, previa a la competición que consta de cinco disparos en 150 segundos. El blanco, que está a 25 metros de distancia, tiene 50 cm de diámetro dividido en zonas de puntuación concéntricas de 0 a 10 puntos.

### Pistola fuego central
Las mismas reglas que pistola deportiva 30+30 para mujeres, pero con la salvedad de que se pueden usar cualquier calibre comprendido entre 7,62 mm a 9.65 mm siendo los más comunes el calibre .32, el .38 y el 9 mm. Es una modalidad exclusiva para hombres.

### Blanco móvil
Tiro al jabalí: es la única modalidad que permite el uso de mira telescópica con lentes de aumento. Son disparados treinta tiros contra un blanco en movimiento lento y otros treinta contra un blanco en movimiento rápido. Existen dos modalidades: a 10 m de distancia con arma de aire comprimido y a 50 m con carabina calibre 22. En el proceso de disparo el tirador apunta alternativamente al hocico de la silueta del jabalí o más cercano al centro del animal de acuerdo a la velocidad y para compensar el recorrido que este hace horizontalmente. Llegó a ser disciplina olímpica pero fue discontinuada.

### Fosa universal
La rutina de la fosa universal se divide en 5 posiciones; para cada posición hay 5 máquinas lanzadoras de platos a 15 m de distancia enterradas en una fosa. Las máquinas lanzan los platos a 100 km/h variando en altura y ángulo desde 45° a la izquierda hasta 45° a la derecha después del comando de voz del tirador, cuando este está preparado con el arma empuñada en el hombro.
El tirador ocupa uno de los 5 puestos y no sabe que máquina lanzará el siguiente plato, pudiendo disparar dos veces por plato (excepto en el desempate de la fase final, en que solo es permitido uno), siendo indiferente si quiebra el plato en el primer o segundo intento. El tirador tiene el tiempo que necesite para disparar el tiro después del lanzamiento del plato, pero el blanco se va alejando y se dificulta acertar. Generalmente el primer disparo se da en 7 décimas de segundo y el segundo entre 9 a 10 décimas, necesitando los participantes un alto nivel de reflejos.

### Minifoso
Modalidad en la que se dispara a 75 platos, en 3 series de 25 platos cada una, con una escopeta del calibre .12 y cartuchos de hasta 28 gramos de plomos, en una cancha al aire libre y desde cinco puntos diferentes de la misma. Los platos tienen un diámetro de 11 centímetros y de trayectorias variables.

### Trap
La prueba Trap (Trampa) se divide en 5 posiciones, donde el tirador efectúa 5 disparos en cada posición, en cada una de las 4 series, completando 100 disparos. La máquina lanzadora de platos se encuentra en una casamata semienterrada a 15 m del tirador y los platos son lanzados a la orden del tirador en direcciones aleatorias desconocidas por él, a 50 km/h.

### Armas históricas
En las competiciones con armas históricas se realizan 13 disparos en un tiempo de 30 minutos contabilizándose como disparos válidos a efectos de clasificación los diez mejores.
El objetivo, como en las modalidades de precisión, es alcanzar un blanco lo más cerca posible de su centro o romper el mayor número de platos posible dependiendo de la modalidad que se trate, usando armas de época que pueden ser originales o réplicas de aquellas. Las dimensiones y distancias a las que se sitúan los blancos dependen de la modalidad de la que se trate:
Miguelete; Maximilian; Minie; Whitworth; Cominazzo; Kuchenreuter; Colt; Mariette; Walkyria; Tanegashima; Vetterli; Hizadai; Tanzutsu; Donald Malson; Pennsylvania; Lamarmora; Manton y Lorenzoni.

#### Pruebas a 25 metros de distancia al blanco
"Modalidad Colt": solamente están permitidos los revólveres originales y sistema de percusión libre.
"Modalidad Cominazzo": pistolas de monotiro con chispa mediante pedernal. La parte interior del cañón ha de ser lisa y tener un diámetro interior mínimo de 11 mm y están permitidas las armas originales y réplicas de ellas.
"Modalidad Kuchenreuter": las pistolas han de ser monotiro y de percusión. Pueden ser de cualquier calibre pero con cañón estriado. Están permitidas las armas originales y réplicas de ellas.
"Modalidad Mariette": solamente para revólveres de percusión libre. Solamente están permitidas las armas réplicas, no así los originales.
"Modalidad Tanzutsu": para pistolas monotiro y que tengan mecha tipo japonesa siendo libre el calibre de ellas.

#### Pruebas a 50 metros de distancia al blanco
- "Modalidad Donald Malson": se utiliza revólver de percusión libre. Están permitidas tanto las armas originales como las réplicas de aquellas. *"Modalidad Hizadai": se utiliza mosquete de mecha con el ánima lisa. Están permitidas las armas originales (estilo japonés) y también las réplicas. *"Modalidad Lamarmora": el arma es un fusil militar de percusión con calibres superiores a 13,5 mm . Están permitidas las armas originales y las réplicas de aquellas.
- "Modalidad Miguelete": el arma utilizada es el mosquete militar de chispa con ánima lisa, estando permitidas las armas originales y las réplicas de aquellas.
- "Modalidad Pennsylvania": el arma es un fusil libre de chispa y de cualquier calibre. Están permitidas las armas originales y las réplicas de aquellas. *"Modalidad Rémington": no es en sí una prueba de tiro sino que se obtiene la puntuación total con la suma de las modalidades Donald Malson y Mariette o Colt. Es una prueba combinada de dos modalidades de arma corta, una a 25 m y otra a 50 m del blanco.
- "Modalidad Tanegashima": el arma debe ser un mosquete de ánima lisa y de mecha estando permitidas las armas originales (estilo japonés) como las réplicas.
- "Modalidad Vetterli": es la prueba de arma larga libre por excelencia ya que pueden utilizarse mosquetes con ignición de mecha, chispa o percusión. Están permitidas las armas originales y las réplicas de aquellas.

#### Pruebas a 100 metros de distancia al blanco
"Modalidad Maximilian": el tipo de fusil que se utiliza es libre así como su calibre, debiendo ser de chispa. Están permitidas las armas originales o réplicas de aquellas.
"Modalidad Minié": se utiliza el fusil militar de percusión con cualquier calibre superior a 13,5 mm . Están permitidas las armas originales o réplicas de aquellas.
"Modalidad Walkyria": es una prueba exclusiva para mujeres en la que se utiliza un fusil militar o libre pero de percusión. Están permitidas las armas originales o réplicas de aquellas.
"Modalidad Withworth": para fusiles que no hayan podido utilizarse en la Modalidad Minié. Están permitidas las armas originales o réplicas de aquellas.

#### Pruebas de tiro al plato
Se disparan 2 series en 60 min y de 25 platos cada una en 5 puestos diferentes de tiro. Hay dos modalidades: 
- Modalidad Lorenzoni: escopeta libre de percusión, de cualquier calibre, pudiendo usarse armas originales o réplicas.
- Modalidad Manton: escopeta libre de chispa, de cualquier calibre, pudiendo usarse armas originales y réplicas.

#### Pruebas con pólvora negra y cartucho metálico
Hay tres modalidades: una para pistola o revólver y dos para carabina o fusil. 
- Modalidad Piñal: disparo a 25 metros para pistola o revólver de cartucho metálico con pólvora negra quedando excluido el calibre .22. Pueden utilizarse armas originales o réplicas.
- Modalidad Freire y Brull: disparo a 100 metros para carabina o fusil con cartucho metálico de pólvora negra, con armas originales o réplicas. *Modalidad Nuñez de Castro: se dispara a 50 metros, con carabina o fusil de cartucho metálico y pólvora negra, con armas originales o réplicas.

### Tiro Práctico
Es una especialidad muy peculiar del tiro ya que no solo se evalúa la puntuación de la precisión sino que también se puntúa la velocidad y potencia con que se hace la prueba. La competición está compuesta de ejercicios diferentes y el objetivo del tirador no es solo realizar cada uno con la mejor puntuación sino también en el menor tiempo posible. Tanto los blancos como las distancias son diferentes: Los blancos son de papel, llamados IPSC Target con diferentes zonas de puntuación y se sitúan entre 2 y 50 metros. Los metálicos son los Poppers, miniPoppers y discos o placas de entre 15 y 30cm de diámetro.  El experto que diseña la competición puede utilizar la imaginación de tal manera que un ejercicio nunca sea igual que otro ni una competición igual a las anteriores o siguientes.
Las clasificaciones se dividen en función del arma utilizada y, dentro de ella, por edad y sexo del tirador. Las diferentes especialidades reconocidas actualmente son:

#### Clásica
Las pistolas han de ser de serie, cumplir una serie de especificaciones y no usar miras ópticas. Los cargadores han de ser "monohilera".

#### Estándar
Igual a la anterior sin el requisito del cargador "monohilera".

#### Producción
Las armas son de doble acción y han de ser originales de fábrica sin modificaciones ni miras ópticas.

#### Revólver
Exclusivamente para armas de este tipo.

#### Open
Se utilizan pistolas sobre las cuales se permiten realizar una serie de modificaciones. Por esta razón, al ser la única que permite mejoras que dejan realizar mejorar al ingenio del tirador se le suele llamar la "Fórmula 1" de la especialidad.

### Alta Precisión
Como su propio nombre indica, en esta modalidad se busca la mayor perfección tanto en armas y munición como en la ejecución del disparo de tal modo que se obtengas agrupaciones de disparos del menor tamaño posible. Las armas son fusiles dotados de miras telescópicas y se disparan en posición de sentado, apoyando la parte delantera del arma en una torreta que suele ser un trípode de gran precisión de nivelación. Los calibres y características de los fusiles varían según la modalidad que se trate. Las modalidades deportivas (no hay ninguna que sea olímpica) existentes en la actualidad son:

#### Varmint Ligero o Pesado
Se utilizan fusiles fabricados expresamente para esta modalidad y aunque el calibre puede variar, el más común es el de .6mm . El visor telescópico no tiene limitación del número de aumentos y el arma se sitúa sobre una mesa de tiro. Los pesos de cada categoría son, como máximo, 4,76 kg para el Ligero Y 6,12 kg para el Pesado. En la competición se disparan cinco series de cinco disparos cada serie, a cinco blancos diferentes. La clasificación se hace midiendo el tamaño de las agrupaciones siendo ganador en que tenga una agrupación de tamaño menor.

#### Fusil de repetición
Se divide en dos modalidades: Open y Stock. En la primera se utilizan fusiles especialmente construidos para esta prueba mientras que en la modalidad Stock se utilizan fusiles con alojamiento de munición y que se hayan fabricado, al menos, 500 unidades de ellos al año. Se utiliza visor óptico sin limitación de aumentos. Los disparos y clasificaciones son iguales a los indicados en la modalidad Varmint e igualmente las armas se sitúan sobre una mesa y apoyada en un trípode delantero y un apoyo trasero.

#### Fusil de caza
Las características del arma, distancias al blanco y clasificaciones son iguales a la modalidad fusil de repetición con la única diferencia de que los aumentos del visor se limitan a seis.

#### Fusil de miras abiertas
Se utilizan armas producidas en serie y con miras abierta convencionales. Los blancos se sitúan a 100 m siendo el resto de las condiciones las mismas que para las modalidades anteriores.

#### BR-50
La competición se lleva a cabo con armas de calibre .22 de percusión anular. El visor no tiene límite de aumentos. El resto de las condiciones son iguales a las indicadas en las modalidades anteriores.

### F-Class
El objetivo del tirador es alcanzar un blanco estático lo más cerca posible de su centro que, dependiendo de la modalidad que se trate puede llegar a estar a 1000 m de distancia. En todas las modalidades se utilizan miras telescópicas pero sus características y calibres de la munición dependen de la modalidad de que se trate. Se dispara en posición de tendido apoyando el arma en un bípode o trípode (según la modalidad) y un apoyo trasero. Las modalidades existentes son:

#### F/TR
Para esta modalidad se usan armas de calibres .308 o .222 que se apoyan sobre un bípode delantero. El peso total del arma con sus equipamientos y accesorios que se unen a ella no debe superar los 8,25 kg . El visor no tiene límite de aumentos.

#### Rimfire Open
En esta modalidad pueden usarse carabina de fuego anular, carabinas tipo match o estándar con calibres .22LR, .22 Magnum; .17 Match2 y .17 HMR. Se puede utilizar un bípode delantero de apoyo y los visores no tienen límite de aumentos. El peso del arma y su visor no puede superar los 8 kg.

#### Rimfire Restricted
Es la modalidad restringida de la anterior donde el arma será una carabina ligera de calibre .22LR a la que no se le hayan introducido modificaciones importantes, que se puede apoyar en un bípode delantero y cuyo visor telescópico no tiene límite de aumentos. El peso total del arma y de los accesorios unidos a ella no debe pesar más de 4,7 kg.

#### Open
El arma a utilizar en esta modalidad puede ser cualquier fusil de calibre igual o menor de 8 mm. Como en las modalidades anteriores, el arma puede apoyarse en una torreta o bípode delantero y su visor óptico no tiene limitación de aumentos. El arma con su visor no puede superar los 10 kg de peso.

## Reglamentos y normativas

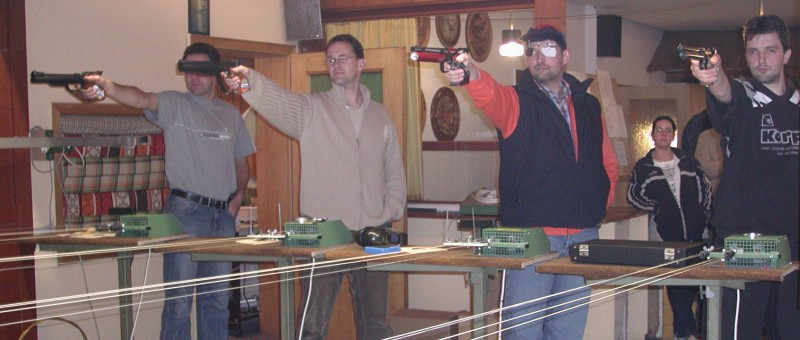
Práctica de disparo con pistola de aire comprimido.

Las diferentes competiciones están perfectamente reglamentadas por los diferentes estamentos: nacionales, multinacionales, mundiales y olímpicos competentes en sus diversas especialidades.

### Reglamentos

#### ISSF
International Shooting Sport Federation (Federación Internacional de Tiro Deportivo).  
Dispone de los siguientes Reglamentos:
Reglamento Técnico General; Reglamento Técnico Especial para Carabina; Reglamento Técnico Especial para Pistola; Reglamento Técnico Especial para Plato; Reglamento Técnico Especial para Blanco Móvil y, finalmente, Anexo Regulador para Finales en Pistola y Carabina.

#### FITASC
Fédération Internationale de Tir aux Armes Sportives de Chasse (Federación Internacional de Tiro con Armas Deportivas de Caza).
Rige el Reglamento Técnico Oficial de Foso Universal de Tiro al Plato.

#### ICFRA
International Confederations of Fullbore Rifle Associations. 
Tiene editado el Reglamento Técnico Oficial para Fusil de Larga Distancia o F-Class

#### IPSC
International Practical Shooting Confederation. (Confederación Internacional de Tiro Práctico). 
Tiene editado el Reglamento Técnico Oficial para Recorridos de Tiro. 

#### WBSF
Tiene en elaboración al 30 de noviembre de 2012 el Reglamento Técnico Oficial de Alta Precisión. 

#### MLAIC
Muzzle Loaders Associations International Committee.
Tiene editado el Reglamento Oficial Técnico para Armas de Avancarga.

#### RFEDETO
Real Federación Española de Tiro Olímpico. 
Tiene elaborados cuatro Reglamentos para competiciones de ámbito nacional: Reglamento Técnico Oficial de Pistola 9 mm Reglamento Técnico Especial para nuevas modalidades de Pistola y Carabina Aire Comprimido. (categorías juvenil, cadete, infantil y alevín). Reglamento Español de la Prueba Combinada Olímpica 04. Reglamento Técnico para Carabina F-Class o Larga Distancia R (100 m)

### Normativas
La Real Federación Española de Tiro Olímpico tiene editadas las Normativas correspondientes a las seis disciplinas que se han desarrollado: Precisión; Plato; Armas Históricas; Recorridos de Tiro; F-Class y Alta Precisión que rigen las Competiciones Nacionales Españolas así como el sistema de clasificación de tiradores para competiciones supranacionales como Campeonatos de Europa, Mundiales, Olimpiadas, etc.